# 紀元前481年
紀元前481年（きげんぜん481ねん）は、ローマ暦の年である。
当時は、「ウィブラヌスとフススが共和政ローマ執政官に就任した最初の年」として知られていた（もしくは、それほど使われてはいないが、ローマ建国紀元273年）。紀年法として西暦（キリスト紀元）がヨーロッパで広く普及した中世時代初期以降、この年は紀元前481年と表記されるのが一般的となった。

## 他の紀年法
- 干支 : 庚申
- 日本
  - 皇紀180年
  - 懿徳天皇30年
- 中国
  - 周 - 敬王39年
  - 魯 - 哀公14年
  - 斉 - 簡公4年
  - 晋 - 定公31年
  - 秦 - 悼公10年
  - 楚 - 恵王8年
  - 宋 - 景公36年
  - 衛 - 出公12年
  - 陳 - 湣公21年
  - 蔡 - 成侯10年
  - 鄭 - 声公20年
  - 燕 - 孝公12年
  - 呉 - 夫差15年
- 朝鮮
  - 檀紀1853年
- ベトナム :
- 仏滅紀元 : 64年
- ユダヤ暦 : 3280年 - 3281年

## できごと

### ペルシア
- アケメネス朝ペルシアの王クセルクセス1世はサルディスに到着し、ギリシアの侵略に対抗するために、陸軍と海軍を構築した。エジプトは、481隻の船を提供した。

### ギリシア
- スパルタが議長となり、コリントス地峡議会が始まり、アテナイとアイギナ島の間の戦争の終結について合意した。また、アケメネス朝ペルシアからの脅威についても議論された。アテナイは、自軍をスパルタ王レオニダス1世の下に置くことを嫌がった。シュラクサイの僭主ゲロンは指揮権を要求したが、アテナイとスパルタはそれを拒絶した。ゲロンは、会議の最中にカルタゴがシチリアに侵攻する計画を知って退いた。最終的に、テミストクレスは、アテナイの海軍をスパルタの提督の下に置いて、ギリシアの団結を達成することに同意した。それにもかかわらず、ティーヴァとテッサリアは、ペルシアやクレタ島と敵対するアテナイを支援しようとせず、中立を保つことに決めた。

### 中国
- 魯の哀公が西方の大野沢で狩猟をおこない、麟を獲た。
- 斉の田恒（田成子）が国君の簡公を捕らえた。
- 宋の桓魋（向魋）が曹に亡命し、さらに衛に逃れた。その兄の向巣は魯に亡命した。
- 斉の田恒が舒州で簡公を殺害した。
- 晋の趙鞅が衛を攻撃した。

## 誕生
- プロタゴラス：ギリシアの哲学者（紀元前420年没）

## 死去
- 仲孫何忌 - 魯の重臣、孟懿子